# Le avventure dei Chipmunk
Le avventure dei Chipmunk (The Chipmunk Adventure) è un film d'animazione del 1987 diretto da Janice Karman e ispirato ai personaggi di Alvin and the Chipmunks, protagonisti di una serie di dischi e di cartoni animati fra gli anni sessanta e gli anni novanta.
Il film, distribuito dalla The Samuel Goldwyn Company, ha debuttato nelle sale cinematografiche statunitensi il 22 maggio 1987, guadagnando solo 2.584.720 dollari nel weekend di apertura, risultando un flop al cinema, ma diventando poi un classico dell'home-video.
In Italia il film è stato pubblicato in videocassetta nel 1988, distribuito da Lineafilm, con un primo doppiaggio e mantenendo in originale i numeri musicali (come accadeva anche nella serie televisiva). Con lo stesso doppiaggio è stato successivamente trasmesso da Italia 1, diviso in più episodi all'interno della serie TV.
Il 29 dicembre 1996 il film è andato in onda su Rai 2, con un nuovo doppiaggio e il completo adattamento italiano dei brani.

## Trama
Il film inizia con la partenza di Dave per un viaggio di lavoro all'estero lasciando a casa Alvin, Simon e Theodore nelle mani della signorina Beatrice Miller, Alvin vorrebbe anche lui partire per girare il mondo. Più tardi il gruppo sfida le Chipettes (Brittany, Jeanette ed Eleaonor) a un videogioco a tema, in una sala giochi, dove le ragazze hanno la meglio, scoppia alla fine una discussione tra Alvin e Brittany che lo sfida a fare per davvero un giro del mondo. I ragazzi vengono avvicinati da Claudia Furschtien e suo fratello Klaus, che dichiarano di essere dei milionari eccentrici e organizzano una sfida intorno al mondo in mongolfiera tra i due gruppi con la promessa di una ricompensa in denaro per chi vincerà.
In realtà i Furschtien sono dei malvagi trafficanti di diamanti e vogliono sfruttare i ragazzini per consegnarli ai loro clienti, dato che non desterebbero sospetti, soprattutto a un uomo conosciuto come Jamal, che considerano il loro più grande avversario.
Alvin telefona a Dave e approfittando del fatto che da lui è notte, riesce a far dire all'uomo le frasi che vuole mentre Theodore le registra e modificano la discussione, per imbrogliare la signorina Miller, facendo credere che Dave vuole che lo raggiungano, per giustificare la loro assenza. Arrivati alla villa dei Furschtien, questi spiegano le regole: entrambi i gruppi dovranno seguire due rotte diverse e fare delle soste per portare dodici bamboline che rappresentano diverse copie dei membri della squadra in determinati luoghi (che in realtà contengono i diamanti) e prendere in cambio le dodici bamboline della squadra avversaria (che contengono i pagamenti dei loro clienti), come prova del loro passaggio. Le due squadre partono e Simon, che era sempre stato contrario è costretto a seguire i fratelli solo per vegliare su di loro.
Jamal, grazie alla sua spia che fa da maggiordomo ai due trafficanti, manda due suoi uomini a fermare i ragazzini. I Chipmunks e le Chipettes evitano però inconsciamente gli assalti dei due, continuando il viaggio tra vari imprevisti, che però superano e facendo gli scambi, osservati di nascosto dai compratori dei due fratelli, fino ad arrivare a rincontrarsi in Grecia, dopo aver saputo le loro prossime mete, Simon e Janette, che iniziano a sospettare di essere seguiti, non hanno tempo di parlarne, perché Alvin e Brittany hanno un battibecco che si risolve in una sfida musicale. Dave convinto di avergli visti di sfuggita (essendo anche lui in Grecia in quel momento), telefona alla signorina Miller per sapere come stanno i ragazzi, alla fine della quale lei pensa che lui scherzi o sia stanco e lui che in quel momento siano impegnati, ma a casa.
Le Chippetes sono catturate in Egitto da un giovane sultano, amico di Jamal, che però decide di sposare Brittany. Le ragazze riescono a scappare e recuperare le bamboline in un nido di serpenti incantandoli con una canzone, in volo sul pallone si scopre che Eleanor ha portato con loro un piccolo pinguino che avevano ricevuto in regalo prima della fuga e convince le sorelle a riportarlo a casa. Intanto i ragazzi si fermano su un'isola sconosciuta dove Theodore è rapito da indigeni che lo eleggono loro re costringendo i fratelli a fargli da schiavi. Le ragazze arrivano in Antartide  e dopo aver riportato il pinguino alla sua colonia, hanno una colluttazione con gli uomini dei due trafficanti, convinti di essere stati traditi per via della deviazione dalla rotta prevista, dopo essere state salvate dai pinguini, una volta in aria, le ragazze scoprono la verità, sia sui soldi che sui diamanti, grazie ad alcune bamboline rotte durante lo scontro.
Intanto Alvin e Simon scoprono che in realtà gli indigeni vogliono offrire il dolce Theodore in sacrificio e anche loro rischiano la stessa fine, ma intrattenendo gli indigeni con una canzone, vengono salvati dall'intervento delle Chippetes, attirate dalla strana festa.
Tornati negli Stati Uniti, i ragazzini vengono catturati da Claudia e Klaus, dopo una momentanea fuga,(che riprendono le bamboline) i quali, a loro volta, vengono fermati grazie alla signorina Miller (diretta all' aeroporto, in quanto è lo stesso giorno che Dave sarebbe tornato coi ragazzi) che tampona involontariamente la loro macchina (scoprendo la verità sui ragazzi)mentre arriva anche Dave (che aveva visto il rapimento) con Jamal che si rivela un ispettore dell'Interpol e arresta i due avidi trafficanti 
Il lungometraggio si conclude con l'ennesimo battibecco tra Alvin e Brittany i quali discutono su chi sia stato davvero il vincitore e Dave li interrompe per portarli in auto e tornare a casa. Sull'auto della signorina Miller, Alvin continua a discutere con un Dave sull'orlo di un esaurimento nervoso: per aver sgominato una banda di contrabbandieri di diamanti vorrebbe una ricompensa, ma ottiene solo la classica sgridata: "ALLLVIIINNNN!!!".

## Colonna sonora
Insieme al film è stato distribuito un CD con le soundtrack contenenti le relative tracce. Alcuni sono brani inediti mentre altri sono cover di brani conosciuti.
1. Royal London Philharmonic Orchestra – Chipmunk Adventure Theme
2. The Chipmunks – I, Yi, Yi, Yi, Yi (I Cuanto le Gusta)
3. The Chipmunks and the Chipettes – Off to See the World
4. The Chipmunks and the Chipettes – The Girls and Boys of Rock and Roll
5. The Chipmunks and the Chipettes – Flying With the Eagles
6. The Chipettes – Getting Lucky
7. The Chipettes – My Mother
8. The Chipmunks – Wooly Bully
9. The Chipettes – Diamond Dolls

## Accoglienza

### Incassi
Sebbene inizialmente previsto per il Natale del 1986, Le avventure dei Chipmunk è stato distribuito il 22 maggio 1987 attraverso The Samuel Goldwyn Company e Bagdasarian Productions. Con un incasso nel weekend di apertura di 2.584.720 dollari, alla fine ha incassato 6.804.312 dollari solo in Nord America.

### Critica
Sul New York Times, Janet Maslin ha commentato che il film è divertente sia per i genitori che per i bambini. Johanna Steinmetz del Chicago Tribune ha assegnato al film 3 stelle su 4, affermando che l'inclusione dei personaggi minori (i cattivi soprattutto) avrebbe "mantenuto uno spettatore adulto dalla crisi di insulina". Charles Solomon del Los Angeles Times ha commentato "ascoltare sei piccoli personaggi parlare e cantare con voci in falsetto accelerato per 76 minuti diventa una vera prova di resistenza dello spettatore". Solomon ha anche detto che i cattivi assomigliavano a quelli di un film di Ralph Bakshi e non si adattavano al mondo dei Chipmunks.
Roger Ebert ha commentato che l'animazione è leggermente migliore a quella della serie TV, ma ha criticato la storia "stupida e prevedibile" del film, mentre Gene Siskel ha criticato la trama per essere uscita da un cartone animato del sabato mattina, soprattutto attraverso l'introduzione delle Chipettes nel film. Sia Ebert che Siskel hanno anche criticato la trama e le voci dei Chipmunks, con Ebert che le ha paragonate alle "unghie sulla lavagna". Alla fine Siskel ed Ebert hanno dato al film due pollici in giù.
Sul sito web di aggregazione delle recensioni Rotten Tomatoes, il film ha un indice di gradimento del 87% basato su 8 recensioni, con una valutazione media di 7,5/10.